# Yeniköy, Toroslar
Yeniköy là một xã thuộc huyện Toroslar, tỉnh Mersin, Thổ Nhĩ Kỳ. Dân số thời điểm năm 2011 là 296 người.